# Daisetsu-zan
Daisetsu-zan (jap. 大雪山) ist das zentrale Hochland von Hokkaidō, der nördlichsten Hauptinsel Japans. Mit dem Asahi-dake (2291 m) liegt hier auch der höchste Berg Hokkaidos. Der größte Teil des Gebietes wird vom gleichnamigen Daisetsuzan-Nationalpark eingenommen, welcher zugleich der größte Nationalpark Japans ist. Der Berg wurde zudem am 15. März 1977 zum besonderen Naturdenkmal ernannt.
Im Gebiet liegt auch der Oberlauf der Flüsse Ishikari-gawa (石狩川) und Chūbetsu-gawa (忠別川).
Die Landschaft ist vulkanischen Ursprungs. Der letzte Ausbruch am Schichtvulkan Asahi-dake fand 1739 statt. Fumarolen zeugen heute noch von der vulkanischen Aktivität des Gebiets.
Die Vegetation reicht von Mischwald über Nadelwälder bis zur alpinen Tundra über der Baumgrenze.

## Wichtige Erhebungen
Im engeren Sinn gehören zum Daisetsuzan-Gebirge die folgenden Berge:

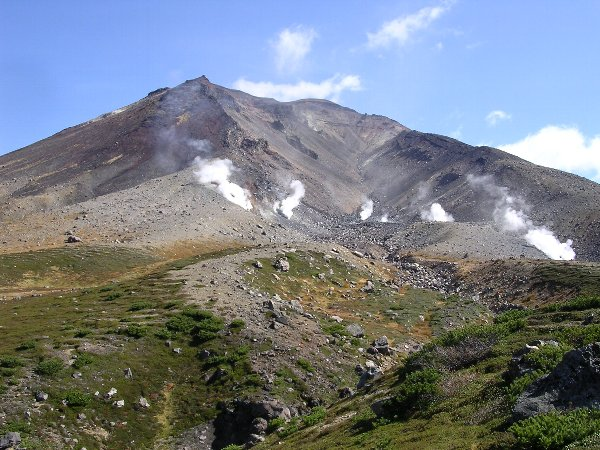
Asahi-dake

- Asahi-dake (旭岳, 2291 m)
- Hokuchin-dake (北鎮岳, 2244 m)
- Hakuun-dake (白雲岳, 2230 m)
- Aibetsu-dake (愛別岳, 2113 m)
- Hokkai-dake (北海岳, 2149 m)
- Kuro-dake (黒岳, 1984 m)
- Akadake (赤岳, 2078 m)
- Midori-dake (緑岳, 2019 m), auch: Matsuura-dake (松浦岳)